# Iglino
Iglino (russisch Иглино; baschkirisch Иглин, Iglin) ist ein Dorf (selo) in der Republik Baschkortostan in Russland mit 16.811 Einwohnern (Stand 14. Oktober 2010).

## Geographie
Der Ort liegt etwa 30 km Luftlinie nordöstlich der Republikhauptstadt Ufa am Belekes, einem linken Nebenfluss der Ufa.
Iglino ist Verwaltungszentrum des Rajons Iglinski sowie Sitz der Landgemeinde (selskoje posselenije) Iglinski selsowet, zu der außerdem die Dörfer Jagodnaja (3 km südöstlich), Jeleninski (5 km nördlich), Krasny Kljutsch (2 km nordwestlich) und Petrowo-Fjodorowka (5 km südlich) gehören.

## Geschichte
Das seit dem 18. Jahrhundert bekannte baschkirische Dorf Melekes (nach der damaligen Bezeichnung des Flusses) erhielt um 1800 seinen heutigen Namen nach dem russischen Gutsbesitzer S. Iglin, der die umliegenden Ländereien 1786 gekauft und dort eigene Leibeigene angesiedelt hatte.
Einen Aufschwung nahm der Ort mit der Vorbeiführung der 1892 eröffneten Samara-Slatouster Eisenbahn, die einige Jahre später Teil der ursprünglichen Strecke der Transsibirischen Eisenbahn wurde. Seit 1935 ist Iglino Verwaltungszentrum eines Rajons. Von 1963 bis 2004 besaß es den Status einer Siedlung städtischen Typs.

### Bevölkerungsentwicklung
| Jahr | Einwohner |
| ---- | --------- |
| 1905 | 1.353     |
| 1939 | 4.917     |
| 1959 | 6.332     |
| 1970 | 11.110    |
| 1979 | 11.848    |
| 1989 | 12.879    |
| 2002 | 13.931    |
| 2010 | 16.811    |

Anmerkung: ab 1939 Volkszählungsdaten

## Verkehr
Iglino liegt an der zweigleisigen, auf diesem Abschnitt seit 1954 elektrifizierten Eisenbahnstrecke Samara – Ufa – Tscheljabinsk – Omsk, der Südroute der Transsibirischen Eisenbahn, bei Streckenkilometer 1657 ab Moskau. Einige Kilometer westlich von Iglino zweigt seit Anfang der 1980er-Jahre die gut 50 km lange südliche Güterumgehungsstrecke um Ufa ab.
Etwa 7 km südlich führt die föderale Fernstraße M5 Ural von Moskau nach Tscheljabinsk vorbei.